# Unione Sportiva Borgo a Buggiano 1920 2011-2012
Questa pagina raccoglie le informazioni riguardanti  l'Unione Sportiva Borgo a Buggiano 1920 nelle competizioni ufficiali della stagione 2011-2012.

## Rosa
| N. |                   | Ruolo | Calciatore            |
| -- | ----------------- | ----- | --------------------- |
|    | Italia (bandiera) | D     | Luigi Castaldo        |
|    | Italia (bandiera) | D     | Lorenzo Checchi       |
|    | Italia (bandiera) | A     | Luigi Conte           |
|    | Italia (bandiera) | D     | Andrea Corsi          |
|    | Italia (bandiera) | D     | Carlo Crociani        |
|    | Italia (bandiera) | A     | Marco Di Crescenzo    |
|    | Italia (bandiera) | D     | Lorenzo Di Giusto     |
|    | Italia (bandiera) | C     | Mirko Di Martino      |
|    | Italia (bandiera) | D     | Alessandro Di Stefano |
|    | Italia (bandiera) | C     | Tommaso Gialdini      |
|    | Italia (bandiera) | P     | Matteo Grandi         |
|    | Italia (bandiera) | C     | Luigi Grassi          |
|    | Italia (bandiera) | A     | Niccolò Gucci         |

| N. |                   | Ruolo | Calciatore          |
| -- | ----------------- | ----- | ------------------- |
|    | Italia (bandiera) | D     | Nicola Lorenzini    |
|    | Italia (bandiera) | C     | Mirko Maretti       |
|    | Italia (bandiera) | C     | Samuele Mugelli     |
|    | Italia (bandiera) | C     | Riccardo Paganelli  |
|    | Italia (bandiera) | C     | Federico Re         |
|    | Italia (bandiera) | A     | Daniele Ricupa      |
|    | Italia (bandiera) | A     | Roberto Rocchi      |
|    | Italia (bandiera) | A     | Claudio Santini     |
|    | Italia (bandiera) | D     | Federico Settepassi |
|    | Italia (bandiera) | A     | Francesco Stella    |
|    | Italia (bandiera) | P     | Tommaso Strambi     |
|    | Italia (bandiera) | D     | Lorenzo Tafi        |
|    | Italia (bandiera) | C     | Luca Tognozzi       |